# Интонација (музика)
Израз интонација је латинска реч која у музици има више значења:
1. Однос тонских висина при извођењу:
а) То је отпевани или одсвирани тон, интервал или акорд од стране хоровође на почетку пробе са хором или јавног извођења неке хорске композиције. Тада сваки певач чује и "узме" почетни тон своје деонице (види a капела).
б) Kамерни тон а1 којег клавириста даје инструменталном солисти са којим треба да свира на проби или музичком наступу.
в) Kамерни тон а1 којег обоиста свира оркестарским музичарима да би могли да наштимују тј. усагласе тонске висине својих инструмената пре пробе у оркестру или на јавном наступу.
2. Вештина тачног интонирања (види солфеђо).
3. Почетак грегоријанског литургијског напева.
4. Кратак уводни комад у оргуљској музици.